# Frontopsylla semura
Frontopsylla semura är en loppart som beskrevs av Wagner et Ioff 1926. Frontopsylla semura ingår i släktet Frontopsylla och familjen smågnagarloppor. Inga underarter finns listade i Catalogue of Life.